# Glasflöte

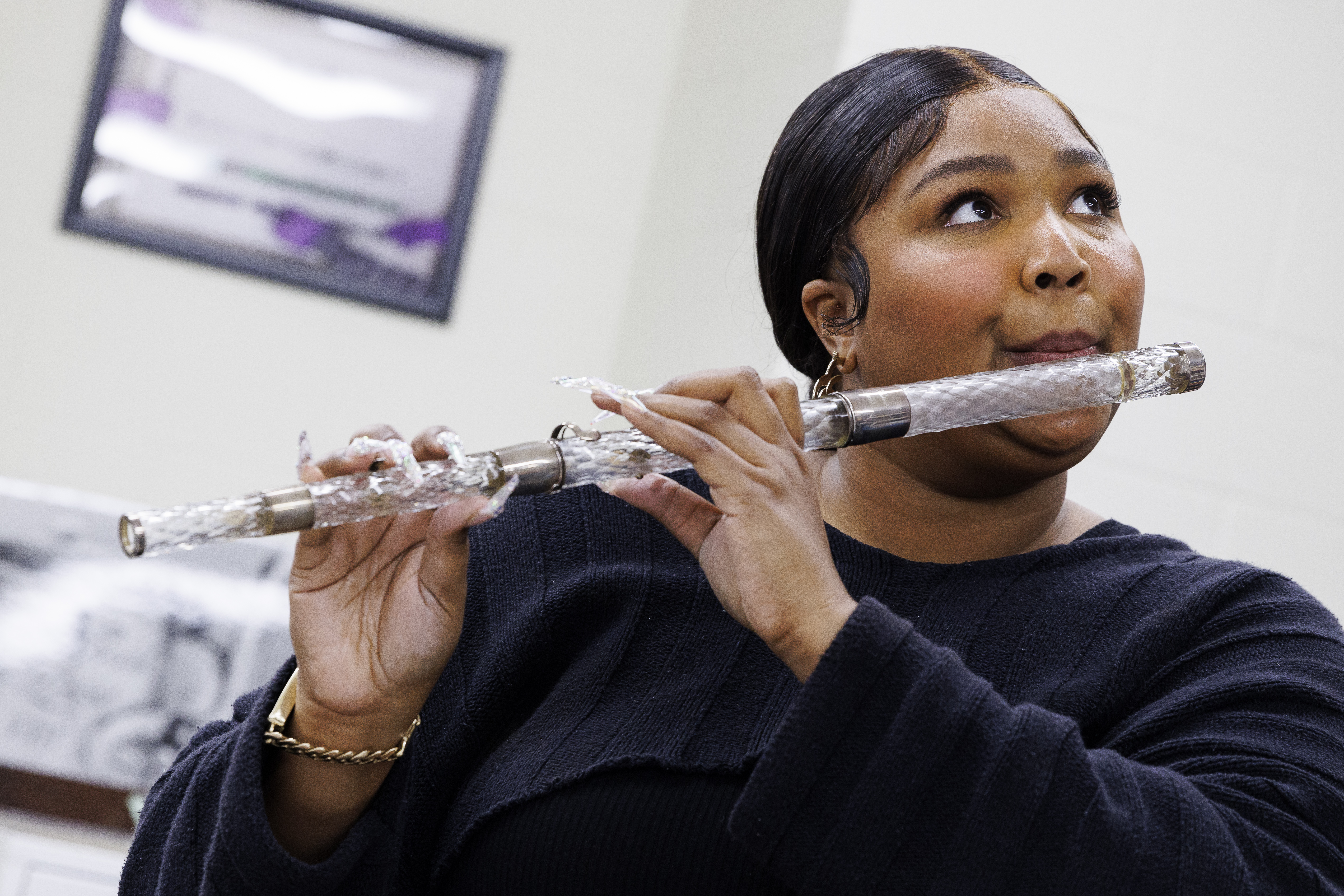
Lizzo spielt die Glasflöte des vierten Präsidenten und Gründervaters der Vereinigten Staaten James Madison.

Eine Glas- oder Kristallflöte ist eine Flöte aus Glas, die im frühen 19. Jahrhundert kurzzeitig populär war. Glasflöten bewahrten Tonhöhe und Klang bei Temperaturschwankungen besser als die zur Zeit ihrer Herstellung verfügbaren Holz- und Elfenbeinflöten. Die meisten wurden von Claude Laurent hergestellt, einem französischen Handwerker und Uhrmacher, der 1806 eine Querflöte aus bleihaltigem Kristallglas patentieren ließ. Glasflöten wurden durch die Herstellung von Metallflöten überflüssig. Abgesehen davon, dass sie bei unterschiedlichen Temperaturen gleichmäßiger klangen, hatten Glasflöten einen ähnlichen Klang wie zeitgenössische Holz- und Elfenbeinflöten.
Die Glasflöten von Claude Laurent wurden im frühen 19. Jahrhundert in Paris hergestellt. Es sind etwa 185 Instrumente von Laurent bekannt, von denen 17 in der United States Library of Congress aufbewahrt werden.

## Bauform
Einige der von Laurent gefertigten Flöten bestehen aus Bleikristall, andere aus Pottascheglas. Um das Gewicht zu verringern und Verzierungen anzubringen, wurden Kristallflöten auf der Außenseite mit Facetten oder Rillen versehen. Die Innenfläche ist präzise geschliffen und poliert. Die Verbindungen zwischen den Glasteilen sind aus Silber. Bei einigen Kristallflöten wurden Endkappen aus natürlichem Quarzkristall verwendet. Laurent führte ein System ein, Flötenklappen auf Säulen zu montieren, eine Innovation, die zu einem Standard wurde, der die Popularität der Glasflöte überdauert hat.

## James Madisons Kristallflöte
Im Jahr 2022 wurde die Musikerin und klassisch ausgebildete Flötistin Lizzo von der Librarian of Congress Carla Hayden eingeladen, die Flötensammlung der Bibliothek zu besichtigen, die als die größte der Welt gilt. Eine der Flöten, die sie besichtigte, war eine Kristallflöte von Claude Laurent aus dem Jahr 1813, die Laurent an James Madison schickte, um dessen zweite Amtseinführung als US-Präsident zu würdigen. Die Flöte wurde im April 1814 von den Bediensteten des Weißen Hauses unter der Leitung der First Lady Dolley Madison aus dem Weißen Haus gerettet, als die Briten während des Krieges von 1812 in Washington, D.C. einmarschierten. Während ihres Aufenthalts in der Library of Congress bat Lizzo darum, die Flöte in einem Konzert spielen zu dürfen. Sie spielte sie dann auf der Bühne der Capital One Arena und tänzelte kurz während des Auftritts. Nach ihrem Auftritt sagte sie zum Publikum: „Ich habe gerade getanzt und James Madisons Kristallflöte aus den 1800er Jahren gespielt. Wir haben heute Abend einfach Geschichte geschrieben.“

## Belege
1. 1 2 3  Camille Fine: Watch Lizzo play James Madison's 200-year-old crystal flute onstage: 'I'm scared' In: USA today; abgerufen am 5. Januar 2023.
2. 1 2  Dayton C. Miller: Flutes of Glass. The Flutist, Juli 1925; S. 152–155.
3. ↑  Christopher Welch, Karl Emil von Schafhäutl, Emil Reich: History of the Boehm Flute. London: Rudall, Carte & Company, 1896; S. 451.
4. ↑  Wendi Maloney: The Mystery of James Madison's Crystal Flute. Library of Congress, 3. Oktober 2018; abgerufen am 5. Januar 2023.
5. ↑  April Slayton: It’s About (Danged) Time: Lizzo at the Library! It's About (Danged) Time: Lizzo at the Library! Library of Congress, 28. September 2022; abgerufen am 5. Januar 2023.
6. ↑  Theresa Vargas: How Lizzo came to play a president's crystal flute on a D.C. stage. The Washington Post, 28. September 2022; abgerufen am 5. Januar 2023.
7. ↑  Lauren Aratani: 'Freaking cool': Lizzo plays James Madison's 200-year-old crystal flute. The Guardian, 29. September 2022; abgerufen am 5. Januar 2023.